# Iată femeia pe care o iubesc
Iată femeia pe care o iubesc este o piesă de teatru a autorului român Camil Petrescu. 

## Prezentare
„Casa Snagov” este un sanatoriu de boli nervoase condus de profesor dr. Omu (personaj care apare și în piesa Prof. dr. Omu vindecă de dragoste). Mihai Stănculescu, un proaspăt arhitect, este adus la sanatoriu pentru că a încercat să se sinucidă, fiind adus în pragul nebuniei din cauza dragostei sale față de Bella. Aceasta este o cântăreață de cabaret fără moralitate care i-a respins dragostea cu brutalitate. Dar în sanatoriu lucrează sora geamănă a Bellei, Ana, care deși seamănă perfect cu Bella, are o cu totul altă personalitate, fiind mai inteligentă, echilibrată, serioasă și blândă. Medicii sanatoriului fac un experiment și i-o prezintă lui Mihai pe Ana ca și când ar fi Bella, dar fără amintirea ultimilor ani - ea ar fi suferit o cădere care i-ar fi produs amnezie. Dar lucrurile se complică când se află cine este cu adevărat Ana...

## Personaje
- Mihai Stănculescu, arhitect
- doctorul Omu, conducătorul unui  sanatoriu de boli nervoase
- Ana, asistenta medicală, sora geamănă a Bellei
- Bella, cântăreață de cabaret, sora geamănă a Anei

## Teatru radiofonic
- 1975, regia artistică Cristian Munteanu, adaptare de Leonard Efremov; cu Radu Beligan, Gina Patrichi, Emil Hossu, Ion Marinescu, Toma Caragiu, Vali Voiculescu Peppino, Ileana Stana Ionescu, Lucia Mara, Ioana Casetti, Paul Nadolski, Dana Cosma, Nicolae Crisu, Titu Radulescu. Regia de studio: Constantin Botez. Regia muzicală: Timus Alexandrescu. Regia tehnică: ing. Ion Mihailescu[1]

## Ecranizări
- 1981 - Iată femeia pe care o iubesc, teatru TV, regia Cornel Todea, cu Mircea Anghelescu, Ion Caramitru, Monica Ghiuță, Nineta Gusti, Emil Hossu, Amza Pellea și Ileana Predescu.[2][3][4][5] În alte roluri joacă actorii Ovidiu Schumacher, Jorj Voicu, Ștefan Teodoriu și Johnny Răducanu.